# Пиетрариј де Сус (Валча)
Пиетрариј де Сус (рум. Pietrarii de Sus) насеље је у Румунији у округу Валча у општини Пиетрари. Oпштина се налази на надморској висини од 381 m.

## Становништво
Према подацима из 2002. године у насељу је живело 1502 становника, од којих су сви румунске националности.